# Paus Clemens X

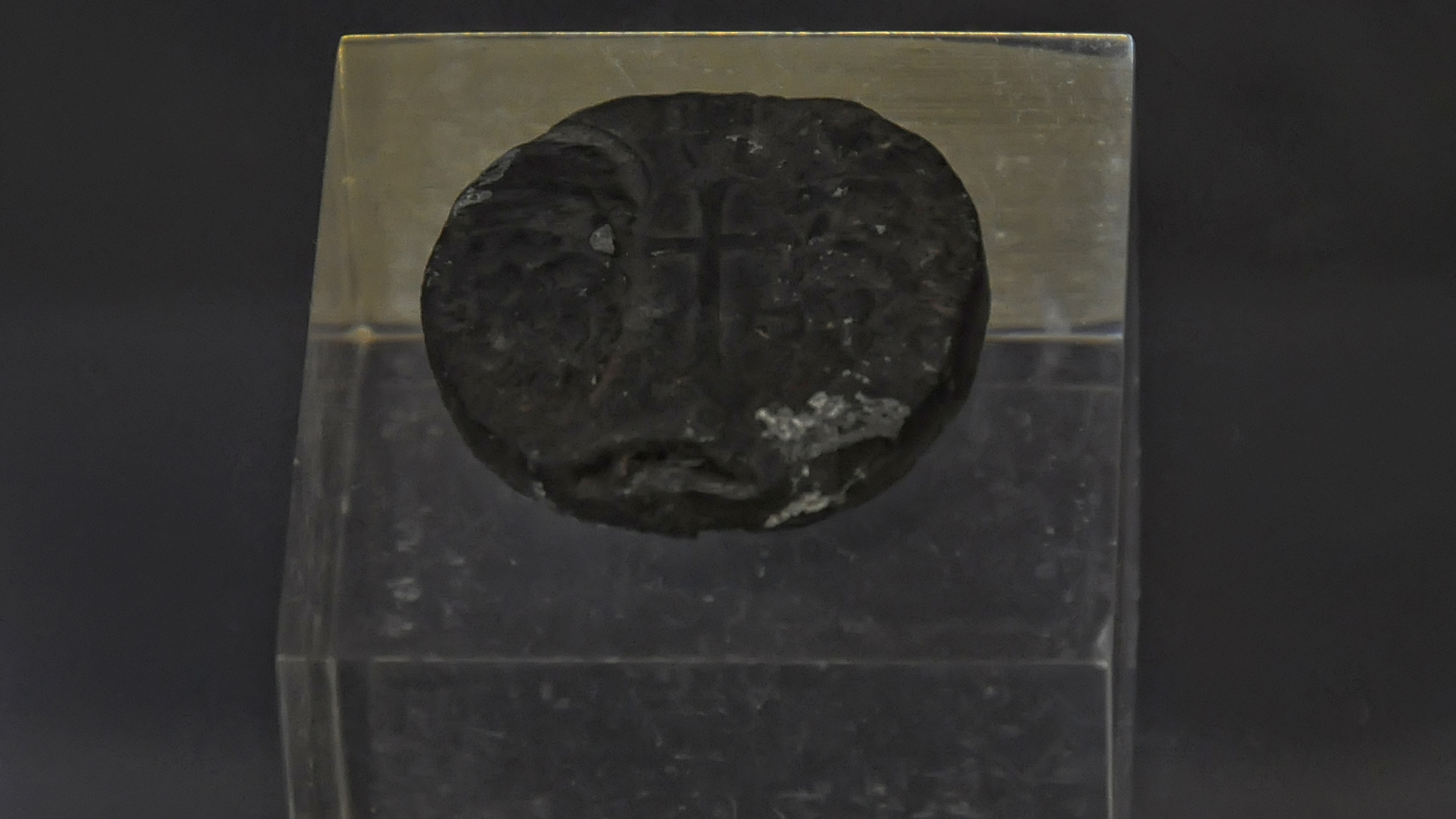
Zegel van paus Clemens X in het Archief Gent

Paus Clemens X, geboren als Emilio Altieri (Rome, 13 juli 1590 – aldaar, 22 juli 1676) was paus van 1670 tot 1676.
Voorheen was hij bisschop van Camerino (1626) en nuntius in Napels en Polen. In 1669 werd hij door paus Clemens IX verheven tot kardinaal.
Als paus liet hij wegens zijn gevorderde leeftijd het gezag feitelijk over aan zijn neef, kardinaal Paluzzo Altieri, die hiervan wel enigszins misbruik maakte.

## Overlijden
Ten tijde van het overlijden van Clemens X was Cornelis de Bruijn in Rome. Hij schreef er het volgende over:
"Dood van den paus Clemens den X
Geduurende myn verblyf te Romen kwam aldaar op den 22sten july van den jaare 1676 t’overlyden den paus Clemens de Xde, nadat hy den stoel zes jaaren en weinige maanden had bekleed.
Den kardinaal-patroon, zohaast als hy de dood van den ouden vader ziet naderen, laat zulks aan d’overige kardinaalen en ambassadeurs bekend maaken, welke zich daarna op het pauselyk paleis vervoegen, betuigende hun leedweezen over zynen gevaarlyken toestand, mitsgaders alle degeenen welke om swaare misdaden gevangen zitten, na het kasteel S. Angelo brengen opdat zy aldaar in meerder veiligheid mogen weezen, blyvende alsdan niemand in de gemeene gevangenissen dan die daar om schulden of geringe misdaden gezet zyn, welke vervolgens (zodra als den stoel leedig verklaard is) door den Raad van Romen tot teken van haare oppermacht in vryheid worden gesteld.
Den volgenden avond wierd het lyk van den paus van Monte Cavallo na het Vaticaan gebracht, gedraagen door twee muilezels in een opene draagzetel, met rood geborduurd fluweel bekleed en verzeld met een meenigte van brandende toortsen. ’t Verbeeldde of men een krygsoverste, in ’t veld gesneuveld, ter aarde wilde bestellen vermits de lichte ruiters, Cavalli Legeri genaamd, mitsgaders de kurassiers en Switsers met hun geweer, trompetten, herpauken, pypen en trommelen, benevens eenige stukken kanon met de trompen achterwaarts van het gevolg waaren.

Des morgens daaraan bracht men het lyk uit het Vaticaan in de kerk van S. Pieter, alwaar het drie achtereenvolgende dagen in de kapel van de Heilige Drievuldigheid ten toon bleef leggen met de voeten (daar roode fluweele muylen aan zyn) door de tralien heen, welke gestadig door de voorbygangers met groote devotie gekust wierden. Ik had het geluk van in de kapel te komen en de hand van den overleedenen paus aan te raaken, ‘tgeen voor een gantsch byzondere gunst word gehouden."
Cursief: tegenpaus